# Bestandserhaltungsmigration
Bestandserhaltungsmigration (englisch replacement migration von replacement „Ersatz, Austausch“) bezeichnet in der Demographie jene Zuwanderung (Migration), die eine Region benötigt, um ein bestimmtes Ziel – demografisch, wirtschaftlich oder sozial – zu erreichen. Im Allgemeinen befassen sich Maßnahmen, die dieses Konzept verwenden, mit dem enger gefassten Ziel, den Rückgang der Gesamtbevölkerung und den Rückgang der Bevölkerung im erwerbsfähigen Alter zu vermeiden.
Häufig werden diese allgemeinen Bevölkerungsrückgänge durch niedrige Fruchtbarkeitsraten beeinflusst. Wenn die Fruchtbarkeit unter dem Ersatzniveau von 2,1 Kindern pro Frau liegt und eine hohe Lebenserwartung besteht, verändert sich die Altersstruktur im Laufe der Zeit. In diesem Fall sinkt die Bevölkerung, da es nicht genügend Kinder gibt, die die schwindende Bevölkerung ersetzen. Der Bevölkerungsanteil der älteren Menschen nimmt dagegen weiter zu. Ein Problem dabei ist, dass die Altersabhängigkeitsquote betroffen sein wird, da die Bevölkerung im erwerbsfähigen Alter mehr Angehörige im höheren Alter zu unterstützen hat (so genanntes Erwerbspersonenpotenzial). Dies wirkt sich negativ auf Wirtschaftswachstum und Sozialversicherungssysteme aus. Daher wurde mit der „Bestandserhaltungsmigration“ eine hypothetische Kalkulation erstellt, um in einem Land oder einer Region die abnehmende Bevölkerungszahl und die Überalterung der Bevölkerung  zu bekämpfen und den Anteil der Menschen in den erwerbsfähigen Altersgruppen zu erhalten.
Berechnungen des Migrationsersatzes sind in erster Linie demographischer und theoretischer Art und keine Prognosen oder Empfehlungen. Diese demografischen Informationen können jedoch dazu beitragen, dass die Regierungen die Migration durch politische Veränderungen erleichtern.
Das Konzept der Bestandserhaltungsmigration kann je nach Studie und je nach Kontext, in dem sie Anwendung findet, variieren. Es kann unter anderem eine Anzahl von jährlichen Einwanderern betreffen, eine Nettomigration oder eine zusätzliche Anzahl von Einwanderern im Vergleich zu einem Referenzszenario sein.

## Arten der Ersatzmigration
Die Bestandserhaltungsmigration kann verschiedene Formen annehmen, da mehrere Projektionsszenarien zur Bevölkerungsentwicklung das gleiche Ziel erreichen können. Es dominieren jedoch zwei Formen: die geringfügige Bestandserhaltungsmigration und die konstante Bestandserhaltungsmigration.

### Die geringfügige Bestandserhaltungsmigration
Bestandserhaltungsmigration ist eine Mindestmigration ohne Überschuss, um ein gewähltes Ziel zu erreichen. Diese Form der Bestandserhaltungsmigration kann zu großen Schwankungen zwischen den Perioden führen. Ihre Berechnung hängt vom gewählten Ziel ab. Marois berechnet beispielsweise die Bruttogesamtanzahl der Einwanderer, die benötigt werden, um einen Bevölkerungsrückgang in Quebec zu verhindern. Die Formel lautet dann wie folgt:
{\displaystyle R_{(t)}\ '={\frac {-\Delta P_{(t,t+1)}}{A_{(t)}}}}
Dabei bezeichnet:
- R(t)' = Bestandserhaltungsmigration zur Vermeidung des Bevölkerungsrückgangs im Jahr t
- A(t)  = Bindungsrate der Einwanderer im Jahr t, definiert durch (1 - momentane Abgangsrate)
- ∆P(t,t+1) = Veränderung der Gesamtpopulation im Zeitintervall t, t+1

### Konstante Bestandserhaltungsmigration
Die konstante Bestandserhaltungsmigration schwankt nicht und bleibt während der gesamten Projektionsperiode gleich. Beispielsweise wird sie mit einer Projektion berechnet, die eine Migration von X über den gesamten Zeithorizont ergibt.

## Ergebnisse
Die Rohergebnisse der Bestandserhaltungsmigration sind, je nach Art der vom Autor verwendeten Bestandserhaltungsmigration, nicht unbedingt vergleichbar. Dennoch treten die wichtigsten demographischen Resultate periodisch immer wieder auf:
- Die Bestandserhaltungsmigration erreicht ein in der Praxis nicht mögliches Niveau, um eine Alterung der Bevölkerung zu vermeiden, den Abhängigkeitsgrad zu halten oder die Altersstruktur einer Region signifikant zu beeinflussen.
- In Regionen mit einer relativ hohen Geburtenrate ist die Bestandserhaltungsmigration, die einen Rückgang der Gesamtbevölkerung oder des Erwerbsalters verhindert, nicht übermäßig hoch. In Regionen mit sehr niedriger Fruchtbarkeitsrate ist der Wanderungsersatz jedoch sehr hoch und daher unrealistisch.
- Das Niveau der Fruchtbarkeit ist viel wichtiger als die Immigration über Alter und Altersstruktur.
- Die Hauptwirkung der Einwanderung zielt auf ihre Bevölkerungswirksamkeit, ohne die Struktur der Bevölkerung wesentlich zu verändern.

## Kritik
Bestandserhaltungsmigration, so wie im Jahr 2000 durch die Hauptabteilung Wirtschaftliche und Soziale Angelegenheiten der Vereinten Nationen (UN DESA) vorgestellt, wird weitgehend als unrealistisch empfunden, da sie nur eine einzige Methode zur Bekämpfung der Alterung der Bevölkerung darstellt. Grund dafür ist, dass die Bestandserhaltungsmigration in der Regel nur als vorübergehende Lösung für eine alternde Bevölkerung gelten könne. Anstatt Bestandserhaltungsmigration zur Bekämpfung von Bevölkerungsrückgang und Überalterung zu nutzen, könnten staatlicherseits politische und soziale Veränderungen umgesetzt werden. Daher sei die Bestandserhaltungsmigration nur als analytisches oder hypothetisches Instrument nützlich.
Eine zunehmende Migration könne die Altersabhängigkeitsquote verringern, die in den nächsten Jahrzehnten voraussichtlich erheblich steigen werde. Allerdings sei der Einwanderungsbedarf, um der Überalterung vieler Industrieländer wirksam zu begegnen, unrealistisch hoch.
Es wird ebenfalls befürchtet, dass die Bestandserhaltungsmigration die Umwelt negativ beeinflusse. Rückläufige und alternde Bevölkerungszahlen sind typischerweise in den entwickelteren Ländern zu beobachten, da diese Länder über eine bessere Infrastruktur für die Gesundheitsversorgung und den Zugang zu Bildung verfügen, was sowohl die Sterblichkeitsrate als auch die Fruchtbarkeitsrate in der Bevölkerung verringert. Einwanderer bewegen sich in der Regel aus Gebieten mit geringeren Ressourcen oder wirtschaftlichen Möglichkeiten, da der Zugang zu mehr Ressourcen und wirtschaftlicher Wohlstand ein Pull-Faktor für diese Migranten sein kann, in ein anderes Land zu ziehen. Ein großer Zustrom von Einwanderern aus einem Gebiet, das arm ist oder nur unzureichende Ressourcen wie Nahrung, Wasser, Land, Energie usw. hat, in ein Land, das über mehr solcher Ressourcen gebietet, könne die Verfügbarkeit von Ressourcen verändern, da es dann mit mehr Menschen mehr Verteilungskonflikte geben würde.
Die Bevölkerung in manchen Ländern kann gegen die Einwanderung sein. Durch fremdenfeindliche Haltungen werden neue Einwanderer diskriminiert, so dass sie Schwierigkeiten haben können, sich in ihr neues Land einzuleben. Die einheimische Bevölkerung dieser Länder kann gleichzeitig auch Widerstand gegen die Befürchtung des Verlusts der nationalen Identität, der homogenen nationalen Kultur und den Verlust von Vorteilen entwickeln.
Fortschritte in den Bereichen Robotik und KI könnten den Bedarf an Wanderarbeitskräften allerdings verringern, insbesondere bei gering qualifizierten Arbeitsplätzen.